# Avenue Émile Zola metróállomás
Az Avenue Émile Zola egy metróállomás Franciaországban, Párizsban a párizsi metró 10-es metróvonalán. Tulajdonosa és üzemeltetője a RATP.

## Metróvonalak
Az állomást az alábbi metróvonalak érintik:
- 10-es metróvonal

## Kapcsolódó állomások
A metróállomáshoz az alábbi állomások vannak a legközelebb:
- Charles Michels (Boulogne – Pont de Saint-Cloud, 10-es metróvonal)
- La Motte-Picquet – Grenelle (Gare d’Austerlitz, 10-es metróvonal)